# Рыльское княжество
Ры́льское кня́жество — удельное княжество, существовавшее с середины XII века по 1523 год на территории Посемья во время феодальной раздробленности на Руси. Центром княжества был город Рыльск.

## История
Рыльск как городское поселение северян предположительно возник ещё в XI веке, но в летописях впервые упоминается под 1152 годом. Некоторые историки относят возникновение здесь княжеского стола к 1160-м годам. Рыльское княжество было одним из уделов Новгород-Северского княжества. Первый рыльский князь Святослав Ольгович упоминается в летописях как участник походов против половцев 1183 и 1185 годов. Поход 1185 года, описанный в «Слове о полку Игореве» был неудачным, войско новгород-северского князя Игоря Святославича было разбито, многие князья, в том числе и Святослав Ольгович, попали в плен. Дальнейшая судьба рыльского князя неясна. По некоторым предположениям он вернулся из плена на Русь и с 1196 года был курским князем.
О других князьях, княживших в Рыльске до монгольского нашествия, ничего не известно. По некоторым сведениям в 1240 году город Рыльск был разорён татарами, по другим сведениям устоял. В летописях содержатся сведения о двух рыльских князьях, убитых татарами в 1240-х годах.
В конце XIII века в Рыльске правил князь Рыльский и Воргольский Олег, выступивший с Липовичским князем Святославом против баскака Ахмата. Через год орда Ногая разорила и разграбила владения этих князей. Вслед за этим последовала княжеская междоусобица, в ходе которой оба князя были убиты. Лаврентьевская летопись относит эти события к 1283—1285 годам, но большинство современных историков смещает эти события весной 1280-го — осенью 1290 года. В начале XIV века Посемье входило в состав Киевского княжества под управлением путивльских Ольговичей.
В 1356—1360-х годах Рыльское княжество было присоединено к Великому княжеству Литовскому. О существовании Рыльского княжества на территории Литвы свидетельствует тот факт, что под 1399 годом в русских летописях упоминается рыльский князь Фёдор Патрикеевич, погибший в битве с татарами на Ворскле.
В 1454 году, после смерти Дмитрия Юрьевича Шемяки, его сын Иван Дмитриевич Шемякин отъехал через Псков в Литву, король Казимир IV передал ему «в кормление» Рыльск и Новгород-Северский. Сын князя Ивана Дмитриевича, Василий Иванович Шемячич, в 1500 году обратился к великому князю московскому Ивану III с просьбой принять его к себе «в службу и с вотчинами». Таким образом, Рыльское княжество вошло в состав Великого княжества Московского.
В мае 1523 года Василий Шемячич был арестован, а его княжество ликвидировано. Таким образом, Рыльский удел прекратил своё существование, в дальнейшем он известен как Рыльский уезд. В Рыльском уезде правили по большей части наместники, присылавшиеся сюда царем «на кормление».

## Князья Рыльские
- Святослав Ольгович (? — не ранее 1185)
- Мстислав Святославич (князь рыльский) (? — 1241)
- Андрей Мстиславич (1241 (?)—1245) (?)
- Олег Мстиславич (1280-е)
- Фёдор Патрикеевич (1390-е)
- Иван Дмитриевич Шемякин (1454—1471 (?))
- Василий Иванович Шемячич (?—1523)